# Asma Ben Othman
Pour les articles homonymes, voir Ben Othman.
Asma Ben Othman (arabe : أسماء بن عثمان) est une actrice tunisienne.

## Biographie
Elle débute à la télévision dans la série Café Jalloul diffusée en 2005 sur Hannibal TV. En 2006, elle obtient le rôle de Dalenda (surnommée « Daddou ») dans la série populaire Choufli Hal, rôle qui l'a fait connaitre auprès du public tunisien. Elle tient le rôle de la secrétaire de Slimane Labiedh (Kamel Touati) durant cinq saisons.
Mariée le 21 août 2008, elle est mère de deux enfants et vit avec sa famille en Suède, où elle a une expérience d'animatrice de radio.

## Télévision

### Séries
- 2005 : Café Jalloul de Lotfi Ben Sassi, Imed Ben Hamida et Mohamed Damak : Salima Kamar alias Salamlam ou Hadhria
- 2006-2009 : Choufli Hal (saisons 2-6) de Slaheddine Essid et Abdelkader Jerbi : Dalenda alias Daddou
- 2011 : Nsibti Laaziza (invitée de l'épisode 15 de la saison 2) de Slaheddine Essid
- 2012 : Onkoud Al Ghadhab de Naïm Ben Rhouma : Lamia
- 2017 : Dawama de Naïm Ben Rhouma, Mohamed Ali Mihoub et Abdelmonem Hwass : Najoua, la journaliste
- 2020 : 27 de Yosri Bouassida
- 2024 : Beb Rezk de Heifel Ben Youssef : Narjes

### Téléfilms
- 2009 : Choufli Hal d'Abdelkader Jerbi : Dalenda

### Émissions
- 2007-2012 : Hunna sur Al-Hurra : animatrice
- 2013 : Daddou sur la Télévision tunisienne 1 : animatrice